# Zephyr
Zephyr – protokół komunikacyjny uruchomiony w MIT, w ramach projektu „Athena”, służący do prawie natychmiastowej wymiany komunikatów w sieci, podobnie jak komunikator internetowy. Użytkownik obecny w systemie otrzymuje komunikat natychmiast, co odróżnia działanie protokołu Zephyr od poczty elektronicznej. Protokoły Zephyr i IRC były pierwszymi protokołami do bezpośredniej komunikacji rozpowszechnionymi w Internecie.
Twórcą Zephyra był Tony Della Fera, pracownik Digital Equipment Corporation oddelegowany na MIT do prowadzenia badań w ramach projektu „Athena“. Protokół był przeznaczony do przesyłania zawiadomień od obsługi sieci do użytkowników. W tym celu projektanci systemu musieli rozwiązać problem, który określili jako „zwrotne zdalne wywołanie procedury“: w jaki sposób oprogramowanie dostarczające usługę („serwer” w systemie klient-serwer) może odnaleźć i przesłać komunikat do użytkownika systemu („klient”). Wstępne założenia rozwiązania powstały na początku 1986 roku podczas rozmów Della Fery i Michaela R. Gretzingera, również inżyniera systemowego w projekcie „Athena“. W połowie roku 1986 Della Fera wydzielił dwie kwestie problemu: możliwości lokalizowania użytkowników w rozproszonym środowisku obliczeniowym (znany dziś jako „wykrywanie obecności”), oraz możliwość prawie natychmiastowego dostarczania prostych wiadomości w rozproszonym środowisku obliczeniowym. Do końca lat osiemdziesiątych zespół wdrażający (Marek W. Eichin, Robert S. French, David C. Jedlinsky, John T. Kohl, William E. Sommerfeld) stworzył oprogramowanie korzystające z protokołu Zephyr.
Protokół umożliwia przesyłanie komunikatów podzielonych na rodzaje (klasy i ich instancje). Istnieje możliwość odbierania wyłącznie wybranych klas komunikatów. Protokół umożliwia również sprawdzanie, czy inny użytkownik jest obecny w systemie, z jakiej stacji sieciowej korzysta, oraz otrzymywanie informacji o logowaniu się i wylogowywaniu się użytkowników z systemu. Użytkownicy mogą określić na ile ich obecność w systemie ma być widoczna dla innych użytkowników. Komunikaty systemu są nazywane „zefirami” (zephyrs), „zefirogramami” (zephyrgrams), „oknogramami” (zephyr windowgrams) i są w przenoszą proste wiadomości tekstowe lub informacje o zdarzeniach.
Protokół Zephyr jest obsługiwany przez szereg programów klienckich, m.in. zwgc (Zephyr Windowgram Client), vt / jervt, Owl, BarnOwl, Pidgin (począwszy od wersji 0.11.0-pre10, wydanej 13 kwietnia 2001) i był obsługiwany przez Adium od wersji 0.70 (wydanej 18 października 2004 roku) do wersji 1.4b6 (wydanej 3 czerwca 2009 roku) oraz specjalny tryb (zephyr-mode) edytora tekstu Emacs. Oprogramowanie Zephyr uruchomione na MIT korzysta z systemu Kerberos w celu uwierzytelnienia użytkownika.
Komunikacja odbywa się pomiędzy maszynami, na których pracują użytkownicy – program kliencki łączy się z programem Zephyr Host Manager (zhm), który zapewnia połączenia z innymi użytkownikami. Zephyr Host Manager powinien być uruchomiony na każdej maszynie, z której korzystają użytkownicy. Do odnalezienia użytkowników i ich maszyn służą serwery usługi Zephyr, które prowadzą katalog użytkowników. Serwery usługi Zephyr wymieniają między sobą spis użytkowników i informację o ich obecności, tak więc awaria jednego z serwerów pozwala na dalsze działanie sieci. Zephyr Host Manager odnajduje w sieci serwery Zephyra poprzez usługę Hesiod lub korzystając z adresów serwerów podanych podczas uruchomienia program Host Managera. W warstwie transportowej korzystanie z Zephyra polega na wysyłaniu datagramów UDP przy użyciu numerów portów 2102, 2103 i 2104. W treści komunikatów protokołu zawarty jest adres IP stacji nadawczej, w zawiązku z czym korzystanie z protokołu z maszyn podłączonych do sieci z użyciem translacji adresów jest niemożliwe bez stosowania specjalnych bramek.
Zephyr nie jest protokołem powszechnie używanym przez użytkowników Internetu (tę rolę pełnią komunikatory internetowe), ale jest nadal w użyciu na kilku uczelniach, takich jak Carnegie Mellon University, Iowa State University, University of Maryland, College Park, Brown University, North Carolina State University i MIT. MIT obecnie używa zarówno Zephyra i Jabbera.